# Cheilotrichia (Empeda) cinerascens
Cheilotrichia (Empeda) cinerascens is een tweevleugelige uit de familie steltmuggen (Limoniidae). De soort komt voor in het Palearctisch gebied.